# Xã Long Lake, Quận Crow Wing, Minnesota
Xã Long Lake (tiếng Anh: Long Lake Township) là một xã thuộc quận Crow Wing, tiểu bang Minnesota, Hoa Kỳ. Năm 2010, dân số của xã này là 1.036 người.